# Motosprint
Motosprint è una rivista settimanale del gruppo Corriere dello Sport. 
Nata nel 1976, a seguito di una lettera di un lettore quattordicenne di Autosprint, che scrisse a Marcello Sabbatini per chiedere anche uno “Sprint” per le due ruote. 
Visto il successo editoriale di Autosprint (100.000 copie di tiratura settimanale all’epoca), la stessa redazione decise di portare in edicola una rivista dedicata al mondo delle moto.

## Il primo numero di Motosprint
Il primo numero di Motosprint, con logo verde e con un ampio spazio dedicato ai giovani, arrivò in edicola l’11 novembre del 1976, sotto l’egida dell’ “Editoriale il Borgo”, nelle proprietà di Luciano Conti, editore di Bologna. 
La redazione, agli ordini del Direttore Marcello Sabbatini, era composta da Eugenio Zigliotto (redattore capo), Daniele Buzzonetti, Bruno De Prato /(prove moto con i lettori), Giancarlo Gavalotti (inviato ai Gran Premi), Giorgio Serra (vignettista, disegnatore), Alberto Sabbatini e Giuseppe De Tommaso (scomparso il 6 gennaio del 1981, in un incidente durante la Parigi-Dakar, dove si trovava come cronista sul campo).

## La prima rivoluzione
Nel 1981 Marcello Sabbatini lascia la direzione di Motosprint per tentare una nuova avventura editoriale, portando con sé buona parte dei redattori della testata. Luciano Conti tiene la direzione della testata per 2 mesi e poi nomina Direttore Tommaso Valentinetti, che ne raccoglie il testimone e si mette alla guida della rivista, aumentando il numero delle pagine e creando nuove rubriche.

## Da Valentinetti a Saragoni
Valentinelli tiene la direzione di Motosprint per 23 anni, fino al 2004, prima di cedere la scrivania a Stefano Saragoni, entrato come appassionato di corse di moto, aspirante fotografo e poi passato prima a cronista di cross, quindi enduro e poi del motomondiale. Sotto la sua direzione vede la luce il sito internet della testata www.motosprint.it, affidato inizialmente al coordinatore Giulio Fabbri.

## Arriva Borghi
Nel 2015 Saragoni passa le consegne a Enrico Borghi, altro giornalista nato e cresciuto all’interno della redazione di Motosprint, con un passato da inviato nel Motocross e nella MotoGP, passando per il Supercross USA. 

## Federico Porrozzi e la rinascita dei caschi d'oro
Si arriva finalmente ai giorni nostri: dal 1 agosto 2019 il direttore di Motosprint è Federico Porrozzi, anche lui proveniente dalla redazione come coordinatore del sito web. Durante la sua direzione viene rivoluzionata la squadra di collaboratori presenti di nuovo in ogni circuito e tracciato di ogni specialità: la struttura dei giornalisti è ora sempre più integrata tra carta e sito web e dal 2020 viene rafforzata l’area digital con il lancio dei vari profili social di Motosprint. In più, nel corso del 2023 l’edizione cartacea del giornale passa da 84 a 100 pagine e viene lanciata una nuova veste grafica.
Dal 2023, inoltre, dopo qualche anno di stop è tornato uno dei grandi eventi organizzati alla fine di ogni stagione da Motosprint, ovvero I “Caschi d’Oro”. Si tratta dei premi più prestigiosi e ambiti, dedicati ai piloti, ai manager e ai personaggi di ogni specialità a due ruote che si sono contraddistinti nel corso della stagione sportiva. La 43ª edizione dedicata all’anno 2022 si è svolta al Teatro Galli di Rimini, davanti ad una platea di 600 persone e trasmessa in diretta TV su Sky Sport MotoGP. Tra i piloti presenti all’evento, premiati con la famosa “statuetta” dorata con il casco, Pecco Bagnaia, Marco Bezzecchi, Giacomo Agostini, Max Biaggi, Loris Capirossi, Manuel Poggiali, Tony Cairoli, Tim Gajser, Andrea Verona e Giovanni Sala.